# هيكتور فرانكو لوبيز
هيكتور فرانكو لوبيز (بالإسبانية: Héctor Franco López)‏ هو سياسي مكسيكي، ولد في 20 فبراير 1963 في تاباتشولا في المكسيك. حزبياً، نشط في الحزب الثوري المؤسساتي. وقد انتخب عضو مجلس النواب المكسيك.